# La Neuville-aux-Joûtes
La Neuville-aux-Joûtes település Franciaországban, Ardennes megyében. Lakosainak száma 351 fő (2022. január 1.). La Neuville-aux-Joûtes Any-Martin-Rieux, Watigny, Brognon és Signy-le-Petit községekkel határos.

## Népesség
A település népességének változása:
| Lakosok száma | 451  | 325  | 353  | 360  | 353  | 358  | 361  | 357  | 355  | 351  |
|               | 1968 | 1982 | 1990 | 2006 | 2013 | 2015 | 2017 | 2019 | 2020 | 2022 |